# دنیس هارماش
دنیس ویکتوروویچ هارماش (به اوکراینی: Дени́с Ві́кторович Га́рмаш) (زاده ۱۹ آوریل ۱۹۹۰) بازیکن فوتبال اهل کشور اوکراین است.
وی سابقه ۲۸ بازی ملی برای تیم ملی فوتبال اوکراین در کارنامه دارد، همچنین پست تخصصی او هافبک است.